# Giulia Molinaro
Giulia Molinaro (Camposampiero, 23 luglio 1990) è una golfista italiana.

## Dilettanti
Nel 2016 si qualifica per le Olimpiadi estive a Rio de Janeiro, in Brasile, concludendo poi la competizione olimpica in 53ª posizione.

## Vittorie professionali

### Symetra Tour vittorie
| No. | Data            | Torneo                             | Punteggio di vittoria | Margine | Seconda        |
| --- | --------------- | ---------------------------------- | --------------------- | ------- | -------------- |
| 1   | 19 maggio, 2013 | Friends of Mission Charity Classic | −13 (68-70-65=203)    | 5 colpi | Macarena Silva |